# Lago Bunyonyi
Il lago Bunyonyi ("Luogo di molti uccelli") si trova nell'Uganda sud-occidentale tra Kisoro e Kabale, ed è vicino al confine con il Ruanda. Il lago è apparso dal 2004 al 2009 sulla banconota da 5.000 scellini ugandesi con il titolo "Lago Bunyonyi e terrazze". La letteratura scientifica generalmente cita una profondità massima di 40 metri, ma alcune guide turistiche e gente del posto insistono sul fatto che sia molto più profondo, circa 900 metri, il che lo renderebbe il secondo lago più profondo dell'Africa.
Le città sulle sue rive includono Kyevu e Muko, mentre le sue 29 isole comprendono le isole delle punizioni e Bushara.

## Geografia

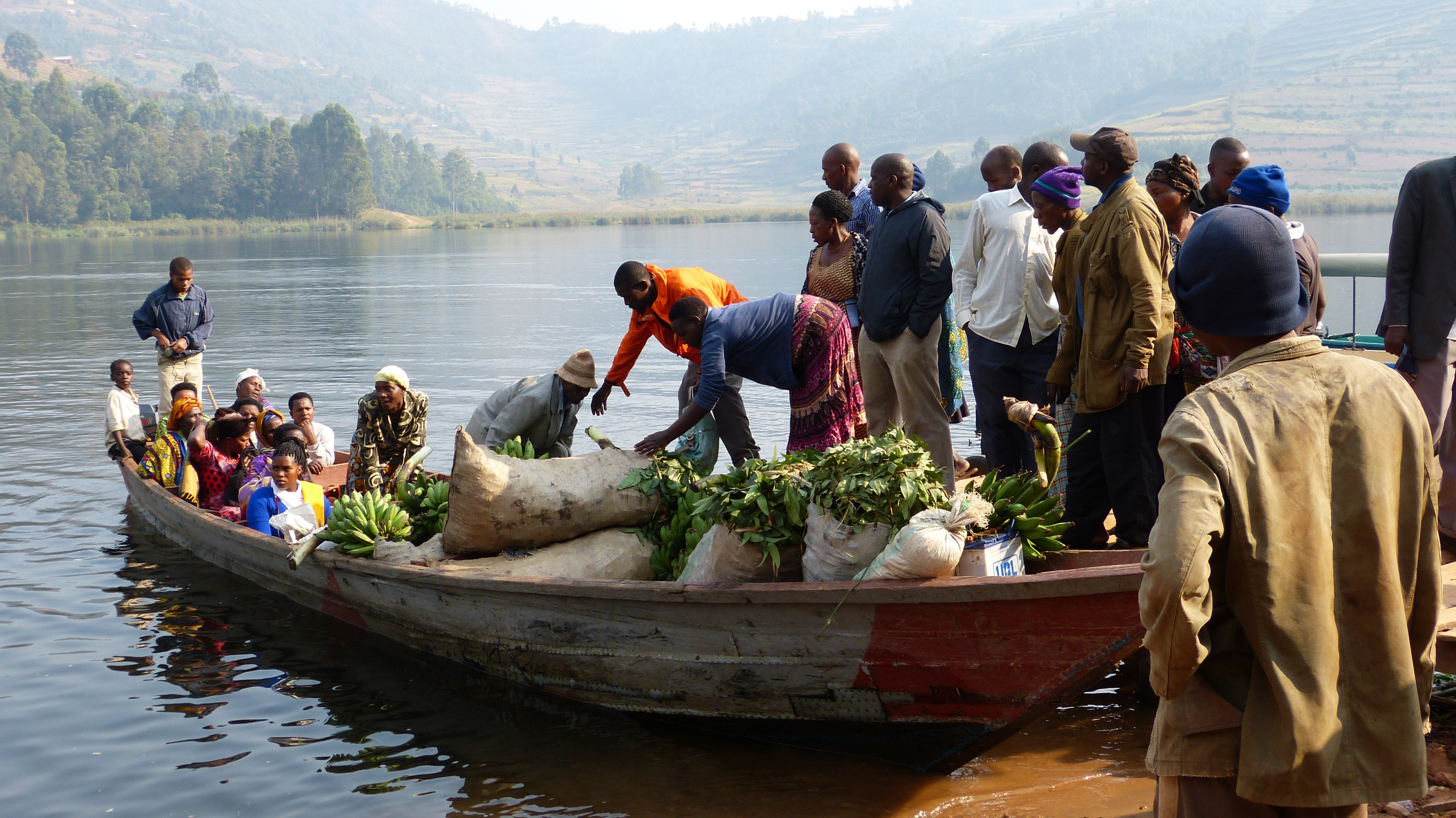
Giornata di mercato al lago Bunyonyi

Il lago Bunyonyi è uno specchio d'acqua a 7 km ad ovest della città di Kabale.

## Isole principali

### Akampene (Isola delle punizioni)

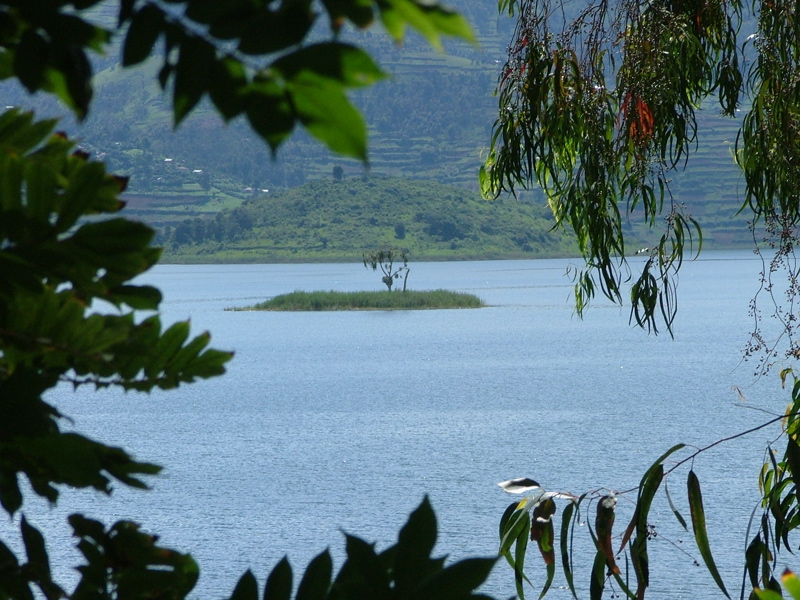
Isola della punizione nel lago Bunyonyi

I Bakiga erano soliti lasciare le ragazze incinte non sposate su questa piccola isola e queste morivano di fame o mentre cercavano di nuotare verso la terraferma (le abilità di nuoto erano rare). Questo era per intimidire le altre e mostrare loro di non fare lo stesso. Un uomo senza mucche, che non poteva pagare il prezzo della sposa, poteva andare sull'isola e prendere una ragazza. La pratica è stata abbandonata nella prima metà del XX secolo. 

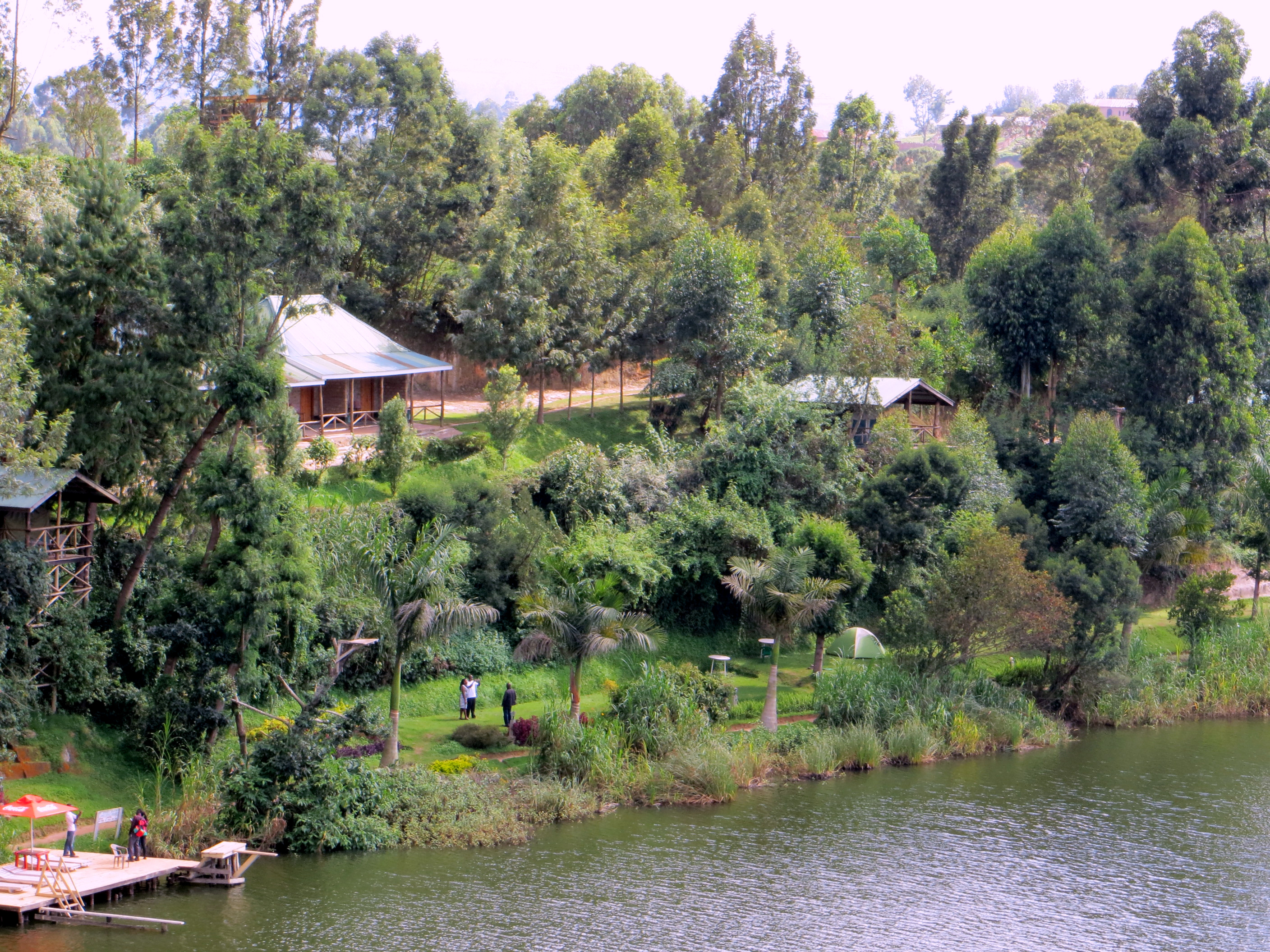
Accampamento sulla riva del lago Bunyonyi

### Bwama e Njuyeera (l'isola di Sharp)
Nel 1921, il missionario inglese Leonard Sharp arrivò in questa parte dell'Uganda e nel 1931 fondò un centro di cura per la lebbra sull'allora disabitata isola di Bwama. Furono costruiti una chiesa, alloggi per i pazienti (villaggi modello) e una struttura medica, mentre Sharp si stabilì sull'isola di Njuyeera (probabilmente significa "casetta bianca" dalla somiglianza della piccola casa bianca del dottore con la casa del padre di Sharp a Shanklin, ora La Casa Bianca Hotel). La logica della colonia dei lebbrosi era quella della "segregazione volontaria", in cui la presenza di una comunità felice in cui vivere avrebbe attirato i malati di lebbra, rimuovendoli così dalle comunità dove avrebbero potuto infettare altri.

## Ecologia
Fatta eccezione per gli uccelli acquatici, poche specie di animali acquatici sono naturalmente presenti in questo lago di altopiano isolato, che è vicino ma non del tutto collegato al grande bacino del Nilo. La sua acqua è altamente stratificata con il limite di ossigeno posto ad una profondità di circa 7 metri.
I vertebrati nativi includono la rana artigliata di De Witte, la rana artigliata del Lago Vittoria (forma "bunyoniensis), la lontra africana senza artigli e la lontra dal collo maculato, ma solo la prima rana è ancora comune nel lago. Nel lago si trovano quattro specie endemiche di gambero della Caridina; ci sono indicazioni che potrebbero trovarsi anche nel lago Mutanda. In origine non c'erano né pesci né gamberi nel lago, ma sono stati introdotti il pesce gatto Clarias liocephalus, la tilapia del Nilo, la tilapia Singida, i ciclidi aplocromici di origine del Lago Vittoria e il gambero rosso di palude.
La vegetazione acquatica è localmente abbondante e comprende specie come papiro, sawgrass palustre (sottospecie jamaicense) e loto blu.

## Turismo
Il lago Bunyonyi è famoso per le sue verdi e rigogliose colline terrazzate punteggiate da una pletora di oltre 200 specie di uccelli. Il luogo combina l'arte degli uccelli acquatici e alcuni uccelli migratori. Questo lo rende un ideale perfetto per molti appassionati di uccelli. Un tuffo nella palude di Nyombi rivela una varietà di uccelli assortiti. Oltre al birdwatching, anche il posto si presenta perfetto, rendendo possibili sport come il nuoto, la crociera in barca e l'equitazione. In zona è inoltre possibile fare varie escursioni e passeggiate nella natura, che offrono di più che solo natura e piacere. Un senso di cultura tradizionale si avverte anche durante le passeggiate della comunità, dal momento che ci si può fermare al museo culturale Bakiga e ai siti dei fabbri. Per ulteriori avventure culturali, si può visitare il villaggio di Bufuka per le esperienze "Batwa" e "Bakiga".